# Кориум (ядерный реактор)
1. вход 2-й петли B
2. вход 1-й петли А
3. каверна
4. верхний рыхлый слой обломков топливных сборок
5. корка вокруг центра активной зоны
6. затвердевший расплав (кориум)
7. нижний слой обломков топливных сборок
8. вероятный объём расплава, который стёк вниз
9. разрушенные гильзы внутриреакторного контроля
10. отверстие в выгородке активной зоны
11. слой затвердевшего расплава в полостях выгородки
12. повреждения плиты блока защитных труб

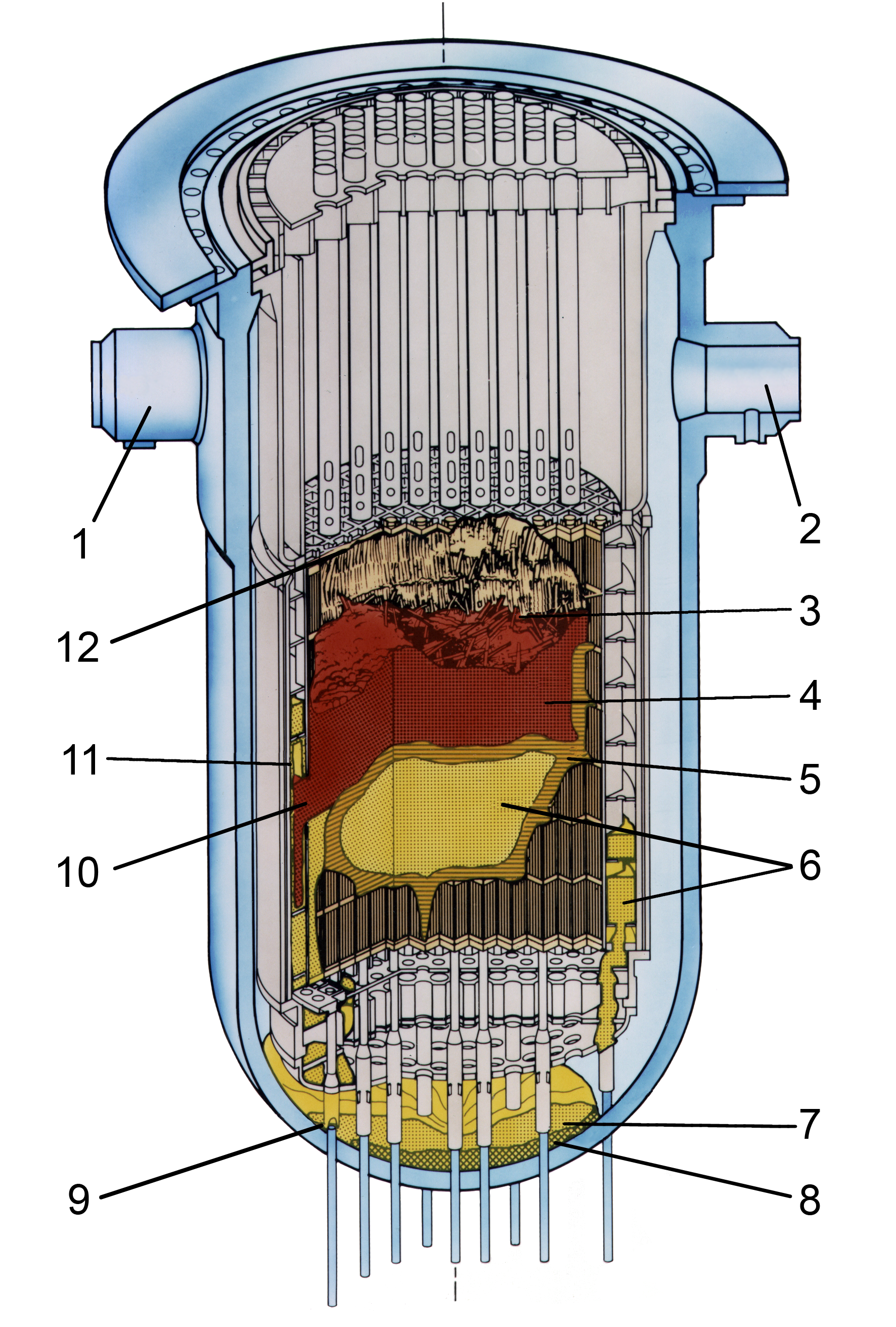
Реактор Три-Майл-Айленд 2 после частичного расплавления.

Кориум, также называемый топливосодержащий материал (ТСМ) или лавоподобный топливосодержащий материал (ЛТСМ), является лавоподобным материалом, образованным в активной зоне ядерного реактора во время тяжёлой аварии с расплавлением активной зоны.
Термин «кориум» представляет собой неологизм, образованный от core (англ. — ядро — активная зона ядерного реактора) и суффикса -ium, присутствующего в латинском названии многих элементов периодической системы.
Кориум состоит из смеси ядерного топлива, продуктов деления, фрагментов управляющих стержней, конструкционных материалов из повреждённых частей реактора, продуктов их химической реакции с воздухом, водой и паром, а в случае разрушения корпуса реактора — с расплавленным бетоном подреакторной шахты.

## Состав и формирование
Тепло, приводящее к плавлению активной зоны ядерного реактора, может выделяться в результате ядерной цепной реакции, но прежде всего связано с остаточным тепловыделением продуктов деления, содержащихся в топливных стержнях. Существенным дополнительным источником тепла может быть химическая реакция горячих металлов с кислородом воздуха или паром.
Гипотетически, температура кориума зависит от его внутренней динамики тепловыделения: количества и типа изотопов, производящих тепло распада, разбавления другими расплавленными материалами, а также тепловыми потерями в охлаждаемые конструкционные элементы реактора и в окружающую среду. Объёмная масса кориума будет терять меньше тепла, чем тонкий его слой. Кориум достаточной температуры может расплавить бетон. При этом затвердевшая масса кориума может снова расплавиться, если его тепловые потери упадут из-за теплоизолирующего дебриса, или если испарится охлаждающая кориум вода.
На поверхности расплава кориума может образоваться теплоизолирующая корка препятствуя тепловым потерям. Кориум представляет собой систему двух несмешивающихся жидких фаз — оксидной и металлической. На распределение тепла в объёме кориума влияет различная теплопроводность этих расплавленных слоёв оксидов и металлов, а также перераспределение продуктов деления между ними. Конвекция в жидкой фазе значительно увеличивает теплопередачу.
Расплавленная активная зона реактора выделяет летучие элементы и соединения. Это могут быть газообразные вещества, такие как молекулярный йод или благородные газы, или частицы аэрозолей, сконденсированных после выхода из области высоких температур. Большая часть аэрозольных частиц состоит из компонентов стержней управления реактором. Газообразные соединения могут адсорбироваться на поверхности аэрозольных частиц.

### Состав кориума и реакции
Состав кориума зависит от конструкции реактора, а именно: от материалов, используемых в управляющих стержнях и твэлах, от теплоносителя, от материала корпуса реактора и от материалов внутриреакторных конструкций. Существуют различия между водо-водяными реакторами (ВВЭР и PWR) и реакторами с кипящей водой (BWR).
При контакте с водой горячий карбид бора из управляющих стержней реактора BWR образует сначала оксид бора и метан, а затем борную кислоту. Бор может также продолжать способствовать реакциям борной кислоты в аварийной охлаждающей жидкости.
Цирконий из циркалоя вместе с другими металлами вступает в реакцию с водой и образует диоксид циркония и водород. Генерация водорода представляет собой серьёзную опасность при авариях на реакторах. Баланс между окисляющими и восстанавливающими химическими средами и соотношением воды и водорода влияет на образование химических соединений. Изменение в летучести материалов стержней и твэлов влияют на соотношение высвобождаемых элементов к связанным элементам. Например, в инертной атмосфере серебро-индий-кадмиевый сплав контрольных стержней выделяет почти только один кадмий. В присутствии воды индий образует летучие оксид индия(I) и гидроксид индия(I), которые могут испаряться и образовывать аэрозоль оксида индия(III). Окисление индия ингибируется атмосферой, обогащённой водородом, что приводит к снижению выбросов индия. Цезий и йод из продуктов деления могут реагировать с образованием летучего йодида цезия, который конденсируется в виде аэрозоля.
Во время расплавления температура твэлов увеличивается, и они могут деформироваться, в случае оболочки из циркалоя при температуре выше 700—800 °С. Если давление в реакторе пониженное, давление внутри топливных стержней разрывает оболочку. В условиях высокого давления, наоборот, оболочка давит на топливные таблетки, способствуя образованию эвтектики диоксида урана с цирконием с температурой плавления 1200—1400 °С. Происходит экзотермическая реакция между паром и цирконием, которая может производить достаточно тепла, чтобы самоподдерживаться без участия тепла радиоактивного распада. Водород выделяется в количестве около 0,5 м3 водорода (приведено к нормальной температуре/давлению) на 1 кг окисленного циркалоя. В реакторных материалах также может происходить водородное охрупчивание, в результате чего летучие продукты деления могут выделяться из повреждённых топливных стержней. Между 1300 и 1500 °С сплав управляющих стержней серебро-индий-кадмий плавится вместе с испарением оболочки управляющего стержня. При 1800 °С оксидное покрытие плавится и начинает течь. При 2700—2800 °С плавятся топливные элементы из диоксида урана, структура и геометрия активной зоны реактора разрушается. Это может происходить при более низких температурах, если образуется эвтектическая смесь диоксид урана — цирконий. В этот момент по причине высокой температуры в кориуме практически отсутствуют летучие химически не связанные компоненты, что приводит к уменьшению тепловыделения (примерно на 25 %) из-за ухода летучих изотопов.
Температура кориума может достигать 2400 °С в первые часы после расплавления, потенциально достигая более 2800 °С при дальнейшем развитии тяжёлой аварии. Большое количество тепла может выделяться при реакции с водой металлов (особенно циркония), содержащихся в кориуме. Затопление массы кориума водой или падение массы расплавленного кориума в водный бассейн может привести к скачку температуры и образованию большого количества водорода, что может привести к скачку давления в защитной оболочке. Взрыв пара в результате такого внезапного контакта воды с кориумом может привести к образованию дисперсной массы и сформировать фрагменты-снаряды, которые могут повредить защитную оболочку при ударе. Последующие скачки давления могут быть вызваны сгоранием выделившегося водорода. Риск детонации может быть уменьшен путём использования каталитических рекомбинаторов водорода.
Кратковременное возникновение повторной критичности (возобновление деления, вызванного нейтронами) в кориуме является теоретически возможным, но маловероятным событием при использовании коммерческого реакторного топлива из-за его низкого обогащения, а также из-за потери замедлителя, что не верно для исследовательских реакторов и реакторов-наработчиков с высокообогащённым топливом (с обогащением от 20-ти процентов и выше). Это явление может быть обнаружено по присутствию короткоживущих продуктов деления в течение длительного времени после плавления, в количествах, которые слишком велики, чтобы оставаться в расплавленной активной зоне или вследствие самопроизвольного деления минорных актиноидов, синтезированных в реакторе.

### Повреждение корпуса реактора
При отсутствии достаточного охлаждения материалы внутри корпуса реактора перегреваются и деформируются по мере того, как они подвергаются тепловому расширению, и конструкция реактора разрушается, когда температура достигает температуры плавления или даже предела ползучести элементов его конструкции. После чего на днище корпуса реактора начинает формироваться ванна расплава кориума. В случае обеспечения охлаждения кориума он может затвердеть и повреждение ограничивается самим реактором. Однако, кориум может проплавить корпус реактора и вытечь или выброситься в виде расплавленного потока под давлением внутри корпуса реактора. Отказ корпуса реактора может быть вызван нагревом днища его корпуса кориумом, что вначале приводит к ползучести, а затем к разрушению корпуса. Охлаждение водой над слоем кориума в достаточном количестве может привести к тепловому равновесию ниже температуры ползучести металла без разрушения корпуса реактора.
Если корпус достаточно охлаждается, между расплавом кориума и стенкой реактора может образоваться корка. Слой расплавленной стали в верхней части кориума может создавать зону повышенной теплопередачи к стенке реактора; это состояние, известное как «тепловой нож» или «фокусирующий эффект», увеличивает вероятность образования локализованного ослабления боковой стенки корпуса реактора и последующей протечки кориума через разрушенную стенку.
В случае высокого давления внутри корпуса реактора нарушение его днища может привести к выбросу массы кориума под высоким давлением. На первом этапе выбрасывается только сам расплав; позже над центром отверстия может образоваться углубление, и газ будет выходить вместе с расплавом с быстрым снижением давления внутри корпуса реактора. Высокая температура расплава также вызывает быструю эрозию и увеличение разрыва корпуса реактора. Если отверстие находится в центре днища, то может вытечь практически весь кориум. Отверстие в боковой части корпуса может привести только к частичному выбросу кориума, при этом оставшаяся часть остаётся внутри корпуса реактора. Плавление корпуса реактора может занимать от нескольких десятков минут до нескольких часов.
После разрушения корпуса реактора условия в подреакторном объёме (подреакторной шахте) определяют последующее газообразование. Если в нём есть вода, то образуются пар и водород; сухой бетон приводит к образованию углекислого газа и меньшего количества пара.

### Взаимодействие кориум-бетон
В результате термического разложения бетона образуются водяной пар и диоксид углерода, которые могут дополнительно реагировать с металлами в расплаве, окисляя металлы и восстанавливая газы до водорода и оксида углерода. Разложение бетона и улетучивание его щелочных компонентов является эндотермическим процессом. Аэрозоли, выделяемые на этом этапе, в основном основаны на соединениях кремния, образующих бетон; в противном случае летучие элементы, например цезий, могут быть связаны в нелетучие нерастворимые силикаты
Между бетоном и расплавом кориума происходит несколько реакций. Свободная и химически связанная вода выделяется из бетона в виде пара. Карбонат кальция разлагается, образуя диоксид углерода и оксид кальция. Вода и диоксид углерода проникают в массу кориума, экзотермически окисляя не окисленные металлы, присутствующие в кориуме, и образуя газообразный водород и оксид углерода. При этом может быть получено большое количество водорода, что влечёт за собой опасность его дефлаграции и детонации. Оксид кальция, кремнезём и силикаты плавятся и смешиваются с кориумом. Оксидная фаза, в которой сконцентрированы нелетучие продукты деления, может стабилизироваться при температурах 1300—1500 °С в течение значительного периода времени. Имеющийся в конечном итоге слой более плотного расплавленного металла, содержащий меньше радиоизотопов (Ru, Tc, Pd и т. д., первоначально состоящий из расплавленного циркалоя, железа, хрома, никеля, марганца, серебра и других конструкционных металлических материалов, а также продуктов деления металлов и теллура в виде теллурида циркония) может образоваться оксидный слой (который концентрирует Sr, Ba, La, Sb, Sn, Nb, Mo и т. д. и первоначально состоит из диоксида циркония и диоксида урана, возможно, с оксидом железа и оксидами бора) на поверхности раздела между оксидами и нижележащим бетоном, замедляя проникновение кориума и затвердевание на несколько часов. Оксидный слой выделяет тепло в основном за счёт остаточного тепловыделения, тогда как основным источником тепла в металлическом слое является экзотермическая реакция с водой, выделяющейся из бетона. Разложение бетона и улетучивание соединений щелочных металлов потребляет значительное количество тепла
Фаза быстрой эрозии бетонного основания длится около часа и достигает глубины около 1 м, затем замедляется до нескольких см/ч и полностью прекращается, когда расплав остывает ниже температуры разложения бетона (около 1100 °С). Полное расплавление может произойти в течение нескольких дней даже через несколько метров бетона; затем кориум проникает на несколько метров в грунт, растекается, охлаждается и затвердевает.
Во время взаимодействия между кориумом и бетоном могут быть достигнуты очень высокие температуры. Менее летучие аэрозоли Ba, Ce, La, Sr и других продуктов деления образуются на этом этапе и поступают в защитную оболочку в то время, когда большая часть более летучих аэрозолей уже осаждена. Теллур высвобождается по мере разложения теллурида циркония. Пузырьки газа, протекающего через расплав, способствуют образованию аэрозоля
Тепловая гидравлика взаимодействия кориума и бетона (corium-concrete interaction (CCI), или molten corium-concrete interaction (MCCI) — «взаимодействие расплавленного кориума с бетоном») достаточно понятна. Однако динамика движения кориума внутри и снаружи корпуса реактора очень сложна, и число возможных сценариев велико. Медленное стекание расплава в нижележащий бассейн с водой может привести к полному безопасному затвердеванию, а быстрый контакт большой массы кориума с водой может привести к разрушительному паровому взрыву. Кориум может либо полностью удерживаться в корпусе реактора, либо некоторые инструментальные отверстия в днище корпуса реактора могут привести к вытеканию из него расплава.
Тепловую нагрузку кориума на пол под корпусом реактора можно оценить с помощью сетки волоконно-оптических датчиков, встроенных в бетон. Необходимы волокна из чистого кварца, так как они более устойчивы к высоким уровням излучения.
В некоторых конструкциях реакторных зданий, например, в проектах EPR и ATMEA1, предусмотрены специальные зоны растекания кориума (ловушки расплава), где расплав может локализоваться без контакта с водой и без чрезмерной реакции с бетоном. Только позже, когда на расплаве кориума образуется корка, можно ввести ограниченное количество воды для охлаждения кориумных масс. Российская концепция ловушки расплава для реактора ВВЭР-1200 (АЭС-2006) вообще не предполагает взаимодействия кориума с конструкционным бетоном. Для изменения свойств расплава кориума, необходимого для успешной его локализации в ловушке, в этой концепции используется специальные функциональные материалы, называемые жертвенными, с которыми и взаимодействует кориум.
Материалы на основе диоксида титана и оксида неодима(III) кажутся более устойчивыми к кориуму чем бетон.
Осаждение кориума на внутренней поверхности защитной оболочки, например, путём сброса из корпуса реактора высокого давления, может привести к её повреждению прямым «нагревом защитной оболочки» (НЗО).

## Конкретные инциденты

### Авария на Три-Майл-Айленде
Во время аварии на АЭС Три-Майл-Айленд произошло медленное частичное плавление активной зоны реактора. Около 19 тонн материала активной зоны расплавилось и переместилось в течение примерно 2 мин, примерно через 224 мин после аварийной остановки реактора. Ванна кориума образовалась на днище корпуса реактора, но корпус реактора не был нарушен. Слой закристаллизованного кориума имел толщину от 5 до 45 см.
Из реактора были получены образцы кориума. Были обнаружены две массы кориума, одна в области топливных сборок, другая в нижней части корпуса реактора. Образцы были тускло серыми с редкими жёлтыми участками.
Масса оказалась однородной, в основном состоящей из расплавленного топлива и оболочки. Элементный состав составлял в масс. %: около 70 U, 13,75 Zr, 13 O, с добавками нержавеющей стали и инконеля, присутствующими в расплаве. Рыхлый дебрис показал более низкое содержание урана (около 65 масс. %) и более высокое содержание конструкционных металлов. Остаточное тепловыделение кориума через 224 мин после аварийной остановки реактора было оценено в 0,13 Вт/г, и упало до 0,096 Вт/г через 600 мин после остановки. Благородные газы, цезий и йод отсутствовали, что свидетельствует об их испарении из горячего материала. Образцы были полностью окислены, что свидетельствует о наличии достаточного количества пара для окисления всего доступного циркония.
Некоторые образцы содержали небольшое количество металлического расплава (менее 0,5 масс. %), состоящего из серебра и индия (из контрольных стержней). В одном из образцов была обнаружена вторичная фаза, состоящая из оксида хрома(III). Некоторые металлические включения содержали серебро, но индия обнаружено не было, что говорит о достижении температуры выше температуры испарения кадмия и индия. Почти все металлические компоненты, за исключением серебра, были полностью окислены. В некоторых областях было окислено даже серебро. Области, богатые железом и хромом, вероятно, происходят из расплавленных патрубков, у которых не было достаточно времени, чтобы распределиться в расплаве.
Объёмная плотность образцов варьировалась от 7,45 до 9,4 г/см3 (плотности UO2 и ZrO2 составляют 10,4 и 5,6 г/см3). Пористость образцов варьировалась от 5,7 % до 32 %, в среднем на уровне 18±11 %. Полосчатая взаимосвязанная пористость была обнаружена в некоторых образцах, что свидетельствует о жидкофазном состоянии кориума в течение достаточного времени для образования пузырьков пара или паров конструкционных материалов и их переноса через расплав. (U,Zr)O2, а их твёрдый раствор указывает на пиковую температуру расплава между 2600 и 2850 °С.
Микроструктура затвердевшего материала показывает две фазы: (U,Zr)O2 и (Zr,U)O2. Обогащённая цирконием фаза была обнаружена вокруг пор и на границах зёрен и содержит некоторое количество железа и хрома в форме оксидов. Эта фазовая сегрегация предполагает медленное постепенное охлаждение, а не быстрое охлаждение, которое, по оценкам типа разделения фаз, составляет от 3 до 72 ч..

### Чернобыльская авария
Самые большие известные количества кориума были сформированы во время Чернобыльской катастрофы. Расплавленная масса активной зоны реактора протекала под корпус реактора и затем затвердевала в виде сталактитов, сталагмитов и лавовых потоков; самая известная формация — «Слоновья нога», расположенная под днищем реактора в парораспределительном коридоре,
Кориум формировался в три этапа.
- Первая фаза длилась всего несколько секунд, при температуре локально превышающей 2600 °С, когда расплав из циркония и диоксида урана образовался не более чем из 30 % активной зоны. Исследование горячих частиц показало образование фаз Zr-U-O и UOx-Zr; при этом оболочка из ниобия-циркалоя толщиной 0,9 мм образовывала последовательные слои UOx, UOx+Zr, Zr-U-O, металлического Zr(O) и диоксида циркония. Эти фазы были обнаружены по отдельности или вместе в горячих частицах, диспергированных в ядре.
- Второй этап, длящийся шесть дней, характеризовался взаимодействием расплава с силикатными конструкционными материалами — песком, бетоном, серпентинитом. Расплавленная смесь обогащена кремнезёмом и силикатами.
- Затем последовала третья стадия, когда произошло расслоение топлива и расплав прорвался в нижние этажи и там затвердел[18][19][20][21].

Чернобыльский кориум состоит из реакторного диоксидуранового топлива, его оболочки из циркониевого сплава, расплавленного бетона и разложившегося и расплавленного серпентинита, упакованного вокруг реактора в качестве его теплоизоляции. Анализ показал, что кориум нагревался до максимум 2255 °С и оставался выше 1660 °С в течение не менее 4 дней.
Расплавленный кориум оседал на дне шахты реактора, при этом образовался слой графитового мусора на его верхней части. Через восемь дней после расплавления расплав проник в нижний биологический экран и распространился по полу реакторной комнаты, испаряя радионуклиды. Дальнейшая утечка радиоактивных продуктов в окружающую среду произошла, когда расплав вступил в контакт с водой.
В подвале здания реактора присутствуют три разные лавы: чёрная, коричневая и пористая керамика. Это силикатные стекла с включениями других материалов. Пористая лава представляет собой коричневую лаву, которая упала в воду и быстро охладилась.
Во время радиолиза воды в бассейне с пониженным давлением под чернобыльским реактором образовался пероксид водорода. Гипотеза о том, что вода в бассейне была частично преобразована в H2O2, подтверждается идентификацией белых кристаллических минералов студтита и метастудита в чернобыльских лавах, единственных минералов, содержащих пероксид.
Образцы чернобыльского кориума состоят из высокогетерогенной силикатной аморфной матрицы с включениями. В образцах идентифицированы следующие фазы:
- оксиды урана из топливных таблеток
- оксиды урана с цирконием (UOx+Zr)
- Zr-U-O
- диоксид циркония с ураном
- силикат циркония с содержанием до 10 % урана в виде твёрдого раствора (Zr,U)SiO4, названный чернобылитом
- урансодержащее стекло, сам материал аморфной матрицы — в основном алюмосиликат кальция с небольшим количеством оксида магния, оксида натрия и диоксида циркония[26]
- металл, присутствующий в виде затвердевших слоёв и сферических включений сплава Fe-Ni-Cr в аморфной фазе

В чернобыльском кориуме можно выделить пять типов материалов:
- Чёрная керамика, стеклообразный угольно-чёрный материал с поверхностью, изрытой множеством полостей и пор. Обычно располагается вблизи мест, где образуется кориум. Два его варианта содержат около 4—5 масс. % и около 7—8 масс. % урана.
- Коричневая керамика, похожий на стекло коричневый материал, чаще глянцевый, реже тусклый. Обычно находится на слое затвердевшего расплавленного металла. Содержит много очень маленьких металлических сфер. Содержит 8—10 масс. % урана. Разноцветная керамика содержит 6—7 % топлива[28][29].
- Шлакоподобный гранулированный кориум — шлакоподобные неоднородные от серо-пурпурного до тёмно-коричневого цвета стекловидные гранулы с коркой. Образовались в результате длительного контакта коричневой керамики, расположенной большими кучами на обоих уровнях бассейна понижения давления.
- Пемза, рыхлые пемзоподобные серо-коричневые пористые образования, образованные из расплавленного коричневого кориума вспененного паром при погружении в воду. Расположены в бассейне понижения давления в больших кучах рядом со сливными отверстиями, куда их переносил поток воды, поскольку они были достаточно лёгкими, чтобы плавать[30][31][32].
- Металл расплавленный и отверждённый. В основном находится в парораспределительном коридоре. Также присутствовал в виде небольших сферических включений во всех вышеуказанных оксидных материалах. Сам по себе металл не содержит топлива, но содержит некоторые металлические продукты деления, например, рутений-106.

Расплавленная активная зона реактора накапливалась в помещении 305/2, пока не достигла краёв пароотводных клапанов; затем кориум протёк вниз в парораспределительный коридор. Он также поступил в помещение 304/3. Кориум вытекал из реактора тремя потоками. Поток 1 состоял из коричневой лавы и расплавленной стали; сталь образовала слой на полу парораспределительного коридора, на уровне +6, с коричневым кориумом на его вершине. Из этой области коричневый кориум протёк через каналы распределения пара в бассейны понижения давления на уровне +3 и уровне 0, образуя там пористые и шлакоподобные образования. Поток 2 состоял из чёрной лавы и потёк на другую сторону парораспределительного коридора. Поток 3, также состоящий из чёрных лав, протекал в другие области под реактором. Хорошо известная структура «слоновья нога» состоит из двух тонн чёрной лавы, образуя многослойную структуру, похожую на кору дерева. Предполагают, что она заглублена в бетон на глубину 2 м. Материал сильно радиоактивен, и в первые годы после аварии имел очень высокую прочность. Использование систем с дистанционным управлением для изучения этой структуры было невозможно из-за сильного излучения, мешающего работе электроники.
Чернобыльский расплав представлял собой силикатный расплав, который содержал включения фаз Zr/U, расплавленную сталь и уран-циркониевый силикат («чернобылит», чёрный и жёлтый техногенный минерал). Поток лавы состоял из нескольких типов материала — были найдены коричневая лава и пористый керамический материал. Соотношение урана и циркония в разных частях твёрдого вещества сильно различается. В коричневой лаве обнаружена обогащённая ураном фаза с отношением U:Zr от 19:3 до примерно 19:5. Фаза с низким содержанием урана в коричневой лаве имеет отношение U:Zr около 1:10. Исследование Zr/U-содержащих фаз позволяет определить термическую историю смеси. Можно показать, что перед взрывом температура части активной зоны была выше 2000 °C, а в некоторых районах температура превышала 2400—2600 °C.
| Тип            | SiO2 | U3O8 | MgO | Al2O3 | PbO | Fe2O3 |
| -------------- | ---- | ---- | --- | ----- | --- | ----- |
| Шлакоподобный  | 60   | 13   | 9   | 12    | 0   | 7     |
| Стеклообразный | 70   | 8    | 13  | 2     | 0,6 | 5     |
| Пемзообразный  | 61   | 11   | 12  | 7     | 0   | 4     |

#### Деградация кориума
Кориум подвергается деградации. Слоновая нога, твёрдая и прочная непосредственно после своего образования, сейчас достаточно разрушена, чтобы обработанный клеем тампон легко отделял верхний слой толщиной от 1 до 2 см. Форма самой структуры изменяется в зависимости от пути и положения кориумного дебриса. Температура кориума сейчас не сильно отличается от температуры окружающей среды, поэтому материал подвержен как суточным циклическим изменениям температуры, так и воздействию воды. Неоднородная природа кориума и различные коэффициенты теплового расширения компонентов вызывают разрушение материала при термоциклировании. Во время отверждения из-за неконтролируемой скорости охлаждения в материале образовалось много остаточных напряжений. Вода, проникая в поры и микротрещины, замерзала в них и, подобно выбоинам на дорогах, ускоряла растрескивание.
Кориум (а также высокооблучённое урановое топливо) обладает свойством самопроизвольного образования пыли или самопроизвольного распыления поверхности. Альфа-распад изотопов внутри стеклообразной структуры вызывает кулоновские взрывы, разрушая материал и выпуская субмикронные частицы с его поверхности. Однако уровень радиоактивности таков, что в течение 100 лет самооблучение лавы (2⋅1016 α-распадов на 1 г и от 2 до 5⋅105 Гр β или γ) будет отставать от уровня, требуемого для значительного изменения свойств стекла (1018 α-распадов на 1 г и от 108 до 109 Гр β или γ). Также скорость растворения лавы в воде очень низка (10−7 г·см−2·день−1), то есть можно не опасаться того, что лава растворится в воде.
Неясно, как долго керамическая форма будет задерживать выброс радиоактивности. С 1997 по 2002 год была опубликована серия работ, в которых предполагалось, что при самооблучении лавы все 1200 тонн будут превращены в субмикронные частицы и подвижный порошок в течение нескольких недель. В других работах сообщалось, что, вероятно, деградация лавы должна быть медленным и постепенным процессом, а не внезапным и быстрым. В той же статье говорится, что потеря урана из разрушенного реактора составляет всего 10 килограммов (22 фунтов) в год. Этот низкий уровень выщелачивания урана говорит о том, что лава довольно устойчива к окружающей среде. В документе также указывается, что при улучшении укрытия скорость выщелачивания лавы будет уменьшаться.
Некоторые из поверхностей лавовых потоков начали покрываться новыми урановыми минералами, такими как UO3·2H2O (елиантинит), (UO2)O2·4H2O (студтит), карбонат уранила (резерфордин), Na4(UO2)(CO3)3 (чейкаит) и соединение Na3U(CO3)2·2H2O. Они растворимы в воде, что позволяет мобилизовать и транспортировать уран. Минералы выглядят как белёсые жёлтые пятна на поверхности затвердевшего кориума. Эти вторичные минералы показывают в несколько сотен раз более низкую концентрацию плутония и в несколько раз более высокую концентрацию урана, чем сама лава.

### Фукусима Дайичи
11 марта 2011 года землетрясение и цунами в Японии привели к потере всех источников электроснабжения на АЭС Фукусима-Дайичи и, соответственно, неработоспособности аварийных систем охлаждения. В результате этого, ядерное топливо на энергоблоках № 1—№ 3 расплавилось и прожгло корпуса реакторов, попав в помещения защитных оболочек. В 2015—2017 годах было выполнено обследование энергоблоков № 1—№ 3 методом мюонной рассеивающей радиографии. В результате было установлено, что внутри реакторов блоков № 1 и № 3 практически отсутствуют топливные материалы, тогда как в корпусе реактора энергоблока № 2 сохранился значительный объём застывшего расплава. Наличие остатков ядерного топлива в подреакторных помещениях всех трёх блоков было визуально подтверждено при обследовании дистанционно-управляемыми роботами. Работы по извлечению топливосодержащего расплава и обломков топливных сборок из разрушенных корпусов реакторов и подреакторных помещений планируется начать с энергоблока № 2 в 2021 году.

## Исследования кориума
Многие работы в этой области сосредоточены на высокотемпературном исследовании бетона, других реакторных материалов, и особенно на теплофизических свойствах кориума и отдельных элементов материалов, которые их составляют (включая цирконий, диоксид урана и различных урансодержащих сплавов (например, U-Fe и U-Ga)).
Проводилось исследование многих свойств: вязкости и реологии расплавленных металлов (процесса охлаждения и кристаллизации, плотности, излучательной способности, теплопроводности, температуры активации, радиоактивности, эрозионной способности, испарения, теплот фазовых переходов и т. д.).
Для создания и верификации достоверных моделей проводилось исследование реологического поведения базальтов (различного состава с добавлением до 18 масс.% UO2), а также различных композиций (в основном UO2, ZrO2, FexOy и Fe для внутрикорпусных сценариев тяжёлой аварии, а также SiO2 и CaO для внекорпусных сценариев).
Исследования продемонстрировали, что вязкость кориума не может быть описана обычными моделями, например суспензиями на основе невзаимодействующих сферических частиц. Была предложена Аррениусовская зависимость n = exp(2.5Cφ), где C составляет от 4 до 8 (при низких скоростях сдвига и охлаждения).
Исследования кориума проводились и, как правило, проводятся под эгидой международных организаций МАГАТЭ и ОЭСР, в Европе при поддержке Европейской комиссии, а в России при поддержке Международного научно-технического центра, например:
- проект CSC (распространение и охлаждение кориума)[59]
- проект ECOSTAR (Европейское исследование по стабилизации активной зоны)[60]
- проект ENTHALPY (Европейская база данных по ядерной термодинамике для тяжёлых аварий)[61]
- проект RASPLAV (Усовершенствование стратегии управления тяжёлой аварией с расплавлением активной зоны)[62][63]
- проект MASCA (Внутрикорпусные явления в процессе тяжёлой аварии)[64][63]
- проект IVMR (Внутрикорпусное удержание расплава)[65];
- проект CORPHAD (Фазовые диаграммы для кориума)[66];
- проект METCOR (Взаимодействие кориума с корпусом реактора)[67];
- GAREC (Исследовательско-аналитическая группа по извлечению кориума);
- Объединённый исследовательский центр Испры и установка FARO[68].

Разработаны расчётные коды и специальное программное обеспечение (например, код CRUST, разработанный в CEA для моделирования механического поведения корки, образующейся на поверхности кориума, которая мешает её движению и охлаждению; интегральный тяжёлоаварийный код СОКРАТ, разработанный в ИБРАЭ РАН и др.).

### «Прототипный кориум»
Чтобы избежать воздействия рисков и опасностей, которые могут возникнуть в реальной тяжёлой аварии, в экспериментальных исследованиях тяжёлых аварий используют имитатор кориума (так называемый «прототипный кориум»), заменитель, характеристики которого предполагаются достаточно близкими к истинным. В случае химически прототипного кориума исследования для тестирования различных сценариев тяжёлых аварий (связанных с плавлением активной зоны реактора) считаются наиболее достоверными. Такие работы проводятся в частности, во Франции Центром CEA в Кадараше в сотрудничестве с EDF, IRSN, Framatome, в России в РНЦ КИ, НИТИ, РИ, в Южной Корее в KAERI, KHNP, в Японии в JAEA, CLADS и в других странах и организациях.
Химически прототипный кориум имеет плотность и реологические свойства, близкие к свойствам реального кориума; другие физические и химические свойства также сопоставимы в значительной степени. Однако, он отличается термодинамически (не является автокаталитическим источником тепла, самоподдерживающегося радиоактивным распадом) и имеет другой изотопный состав, поскольку состоит из обеднённого урана или природного урана взамен обогащённого, а также, в некоторых экспериментах, имитаторов продуктов деления на основе естественного изотопного состава. Это делает прототипный кориум намного менее опасным, чем кориум настоящий.